# حسن باجولوند
حسن باجولوند (زادهٔ ۱۵ اسفند ۱۳۶۳) در شهرستان پلدختر ورزشکار پرتاب دیسک پارالمپیک کم شنوایان است.

## افتخارات
- مدال نقره پارالمپیک ۲۰۲۴ پرتاب دیسک
- مدال برنز بازیهای پارا آسیایی هانگژو ۲۰۲۲
- مدال نقره مسابقات بین‌المللی فزاع گرند پری امارات ۲۰۲۲
- قهرمان چند دوره کشور در رشته پرتاب دیسک کلاس F11